# Chartreuse de Parkminster
La chartreuse Saint-Hugues (St. Hugh's Charterhouse, Parkminster), plus communément appelée chartreuse de Parkminster, est un monastère de moines-ermites chartreux. Sise à Cowfold dépendant de Horsham dans le Sussex de l'Ouest (Angleterre), la chartreuse fut fondée en 1873 pour recevoir les moines chartreux exilés de France. Seule chartreuse en Angleterre elle releva l'ancienne tradition des neuf chartreuses disparues lorsqu'en 1536 Henri VIII ordonna la 'dissolution des monastères'.

## Histoire
Cette imposante chartreuse a été fondée en 1873 par des moines de la Grande Chartreuse, expulsés de France. Construite sur l'ancien domaine de Picknoll, elle est bâtie entre 1876 et 1883 dans un style néo-gothique par l'architecte français Clovis Normand. Elle abrite en 1883 trente moines, soixante-dix en 1928, vingt-deux en 1984, et vingt-six en janvier 2017, pour trente-quatre cellules.
La communauté s'est considérablement agrandie, lorsqu'elle accueille en 1903 plus d'une centaine de moines expulsés par les lois anti-catholiques de la IIIe République qui étaient en provenance de la chartreuse de Montreuil, de la chartreuse de Sélignac et de la chartreuse de Bosserville. C'est ici que le chartreux d'origine française Ambroise Mougel (+ 1925) effectue des recherches sur Hugues de Balma, l'auteur du Viae Sion lugent, l'identifiant au prieur de la chartreuse de Meyriat entre 1289 et 1304. Entre 1913 et 1954, la chartreuse Saint-Hugues imprime les ouvrages de la communauté de Tournai.[réf. nécessaire]
L'église abrite des reliques de saint Hugues d'Avalon, sous le patronage duquel la chartreuse est placée, et de saint Boniface.